# El curs del 44
El curs del 44 (títol original: Class of '44) és una pel·lícula de comèdia dramàtica estatunidenca de 1973 basada en les memòries del guionista Herman Raucher. Dirigida per Paul Bogart, s'estructura com una seqüela de la pel·lícula Estiu del 42 de 1971 que relatava els esdeveniments de la part anterior de les memòries de Raucher. Està doblada al català.

## Argument
Els amics Hermie, Oscy i Benjy es graduen de l'escola secundària a la primavera de 1944, sota l'amenaça imminent de la Segona Guerra Mundial.

## Repartiment
- Gary Grimes com Hermie
- Jerry Houser com Oscy
- Oliver Conant com Benjy
- Deborah Winters com Julie
- William Atherton com president de la fraternitat
- Sam Bottoms com Marty
- Murray Westgate com director

## Producció
Les escenes del metro de El curs del 44 es van rodar a Brooklyn. Es va utilitzar un tren BMT Triplex de la dècada de 1920 i l'interior de l'entrada de la 15th Avenue a l'estació de l'avinguda New Utrecht a la línia Sea Beach es va restaurar a l'aspecte dels anys quaranta. El tren en si funcionava a la línia West End i es veu entrant a l'estació del carrer 62.
La pel·lícula també destaca per ser el debut al llargmetratge del futur còmic estrella de cinema i televisió John Candy en una aparició molt breu sense acreditar al principi com a company de batxillerat que interactua amb els personatges principals "Hermie" i "Oscy".

## Recepció
La pel·lícula va rebre crítiques moderades i pobres a la seva estrena. Tot i que diverses sales van concedir entrada gratuïta, o amb descompte, als espectadors que es van graduar a l'escola secundària el 1944, la pel·lícula no va sortir gaire bé a la taquilla, principalment atribuïda al fet que va trencar el format "artístic" del primer film per enfocament estàndard i l'omissió de qualsevol menció de la primera pel·lícula.